# Grügelborn

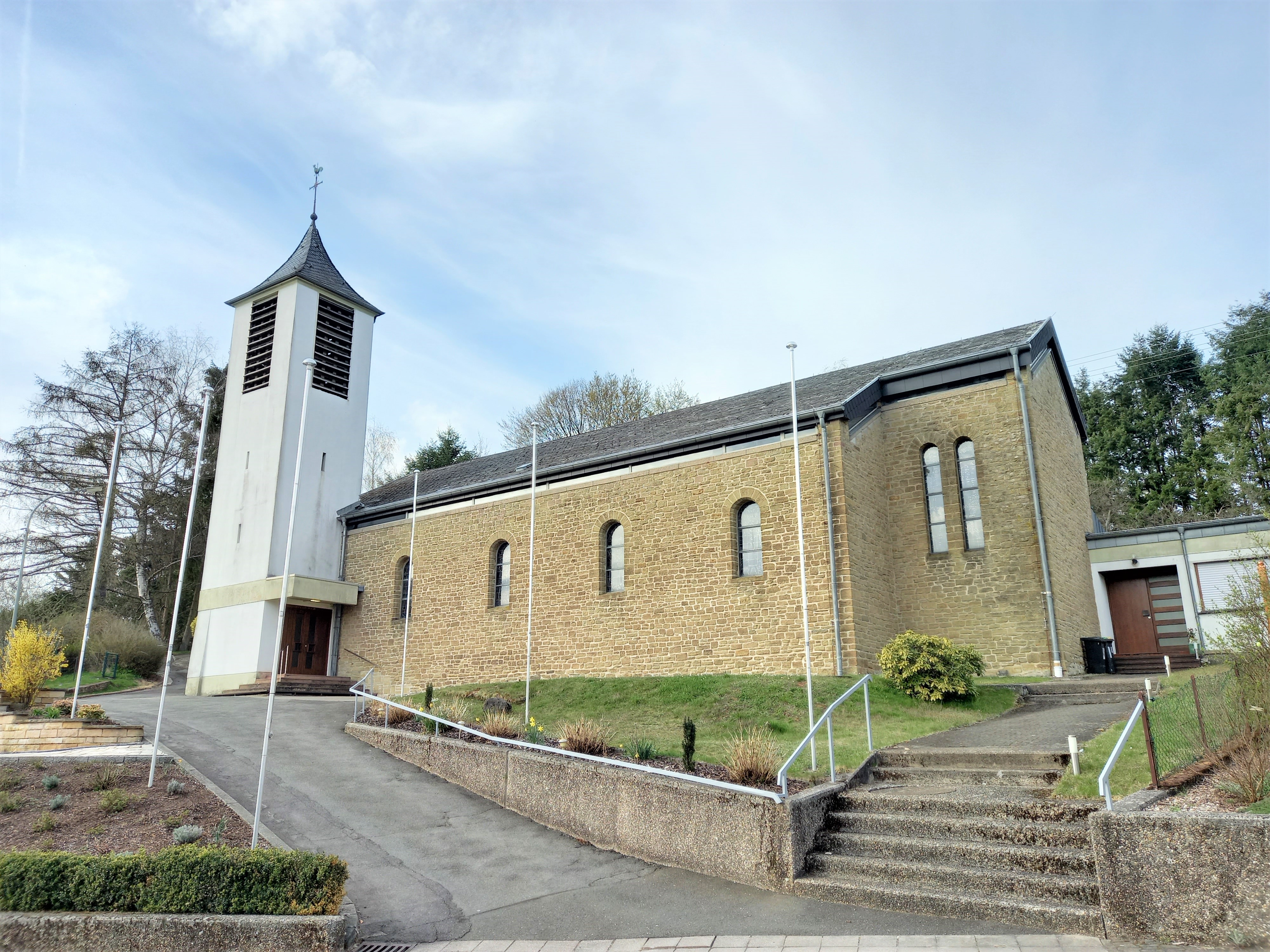
Katholische Pfarrkirche St. Marien

Grügelborn ist der drittgrößte Ortsteil der saarländischen Gemeinde Freisen im Landkreis St. Wendel. Bis Ende 1973 war Grügelborn eine eigenständige Gemeinde.

## Geographie
Höchste Erhebung ist die Eiselskist mit 514 Metern.

## Geschichte
Grügelborn wurde erstmals 1588 in einer Beschreibung des Oberamts Lichtenberg erwähnt. Grabfunde bezeugen jedoch, dass der Ort bereits zur Keltenzeit besiedelt war.
Im Rahmen der saarländischen Gebiets- und Verwaltungsreform wurde die bis dahin eigenständige Gemeinde Grügelborn am 1. Januar 1974 der Gemeinde Freisen zugeordnet.

## Wirtschaft und Infrastruktur
Von 1936 bis zur Stilllegung 1966 hatte Grügelborn eine Bahnstation an der Bahnstrecke Türkismühle–Kusel.

## Politik

### Ortsvorsteher
- Joachim Bonenberger, CDU (seit 1999)

### Ortsrat
- 9 Sitze (5 CDU, 2 SPD, 2 freie Wähler)